# I. Lajos holland király
Louis Bonaparte magyarul Bonaparte Lajos (Ajaccio, 1778. szeptember 2. – Livorno, Itália, 1846. július 25.) francia katona, I. Napóleon francia császár harmadik életben maradt fivére, 1806–1810 között Hollandia királya, III. Napóleon császár apja.

## Élete
Hollandia királyaként megvédelmezte alattvalói érdekeit. Nem akart csatlakozni Napóleonnak az Anglia elleni kontinentális zárlatához, ezért konfliktusba került a császárral.
A châlons-i katonai iskola elvégzése után Bonaparte tábornokot elkísérte az itáliai hadjáratra, majd az egyiptomi hadjárat idején szárnysegédje volt.

### Házassága, gyermekei

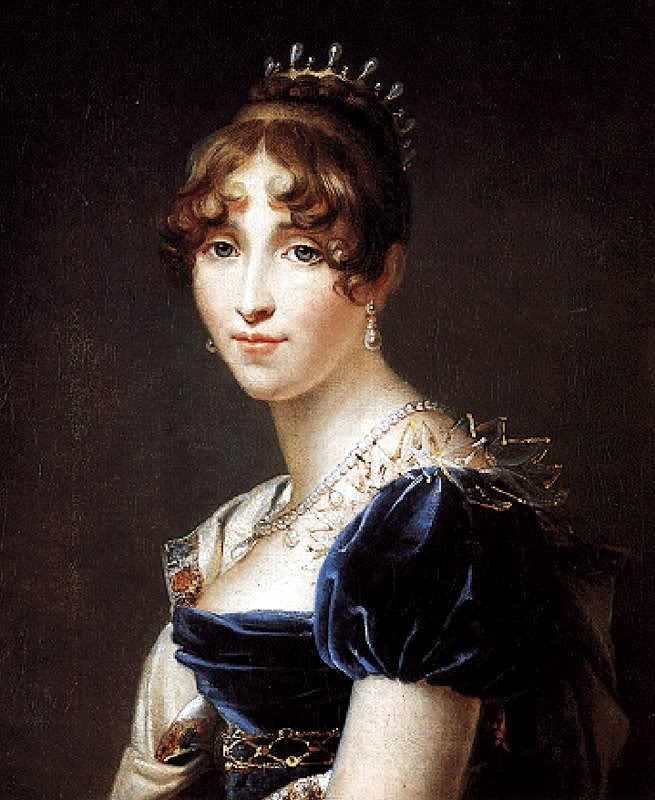
Felesége, Hortense de Beauharnais

1801. január 4-én Louis Bonaparte Párizsban feleségül vette Hortense de Beauharnais hercegnőt, Joséphine de Beauharnais első házasságából való leányát, akinek apja a jakobinus diktatúra idején kivégzett Alexandre de Beauharnais márki volt. A házasság az első konzul akarata szerint történt, de Hortense anyja, Joséphine de Beauharnais is erősen ösztönözte azt, mert a Bonaparte-családdal való szoros családi kapcsolatban látta biztosítva gyermekeinek jövőjét. Az esküvőt Caprara bíboros celebrálta. A házasságból 3 gyermek született:
- Napoléon Louis Charles Bonaparte (1802–1807), kisgyermekként meghalt.
- Napoléon-Louis Bonaparte (1804–1831); 1810-ben két héten át II. Lajos néven holland király.
- Charles-Louis Napoléon Bonaparte (1808–1873), a későbbi III. Napóleon, a franciák császára.

A Napóleon utasítására megkötött kényszerházasság nem bizonyult sikeresnek. Sok boldogtalanságot hozott Louis számára, és erősen neheztelt bátyjára, amiért később sem engedte azt felbontani. A fiatal és csinos Hortense anyja nyughatatlan vérét örökölte. Szerelmes volt Michel Duroc marsallba, Napóleon testőrségének parancsnokába (egyes kortársak szerint viszonyuk is volt). Louis Bonaparte viszont 1801–1802-ben, az itáliai hadjáratok során nemi betegséget szedett össze (valószínűsíthetően szifiliszt vagy gonorrheát), amit sohasem kezeltetett. Betegesen féltékeny volt feleségére, betegségeinek szövődményei rányomták bélyegüket testi és szellemi képességeire (például üldözési mániában is szenvedett). A gyermekek születése csak átmenetileg javított a házastársak viszonyán.
Napóleon császárrá koronázása után, 1804-ben Louis-t tábornokká léptették elő, a következő évben pedig Párizs kormányzója lett. Császári hercegi rangra emelkedett. Megvásárolta a Saint-Leu kastélyt, amely egészen az 1815-ös Bourbon-restaurációig a család tulajdona maradt.

### Hollandia királya

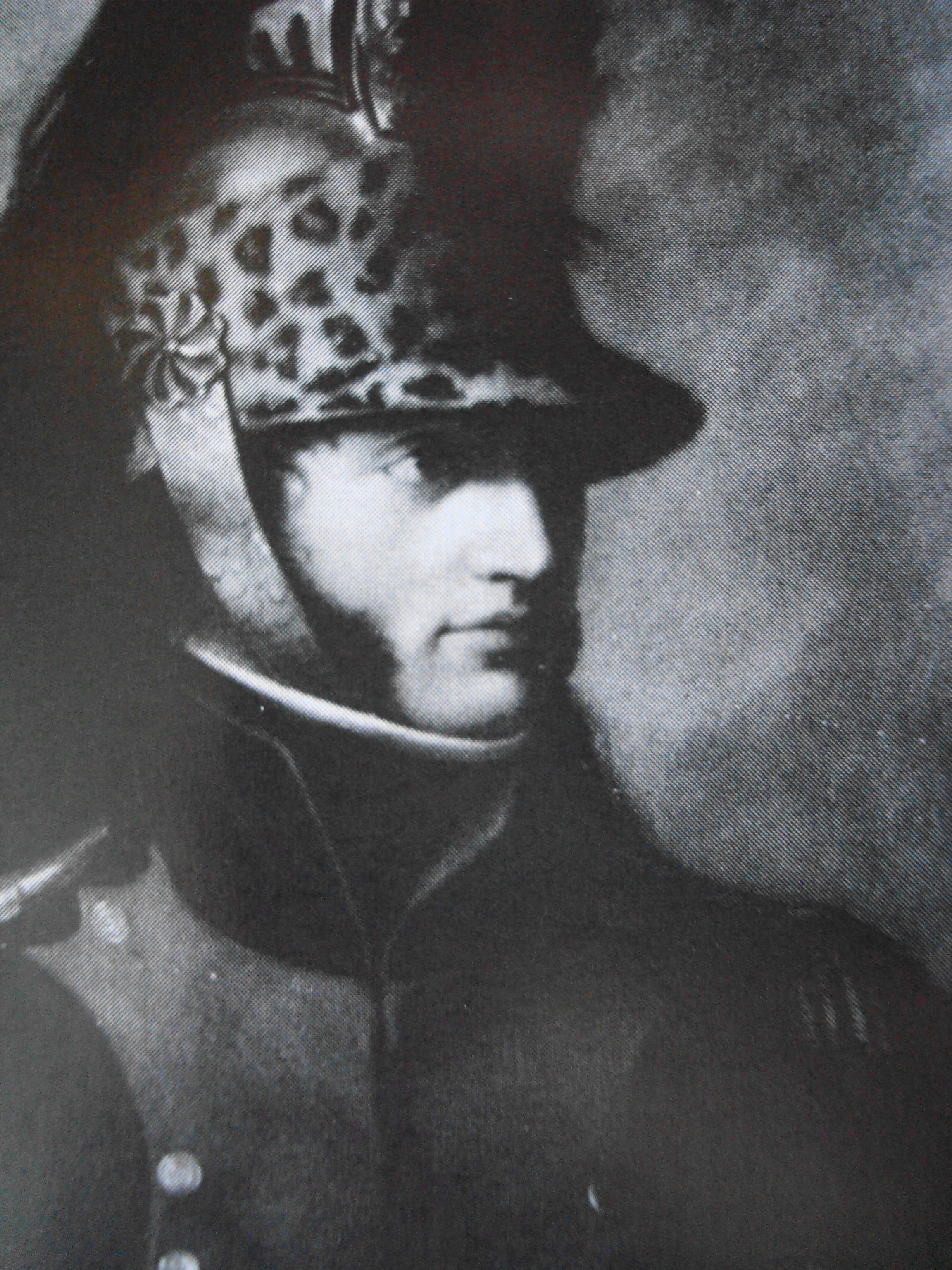
Louis Bonaparte

1806. július 5-én Napóleon császár megtette őt a Holland Királyság uralkodójává. A császár már kezdettől fogva Louis szemére vetette, hogy túl engedékenyen bánik alattvalóival. 1809-ben Napóleon már Hollandia bekebelezését fontolgatta, hogy véget vessen a titkos holland–angol kereskedelemnek.
Miután nem sikerült egyezségre jutnia sem Angliával, sem pedig Louis-val, a császár 1810-ben csapatokat küldött Hollandia megszállására. Louis lemondott a trónról fia, Napoléon-Louis herceg javára és elmenekült a királyságból. A hatéves II. Lajos király „uralkodása” mindössze két hétig tartott, július 9-én Napóleon a Francia Császársághoz csatolta Hollandiát.
Louis Bonaparte kinevezte magát Saint-Leu grófjának, majd egy darabig Csehországban, Ausztriában és Svájcban élt. Később Itáliában telepedett le, s főként írással foglalkozott.
Megírta a „Történelmi dokumentumok és elmélkedések Hollandia kormányzásáról” c. háromkötetes művet (1820). Emellett két töredékes művet is írt: „Marie, avagy a szerelem gyötrelmei” (1812, 2 kötet) és „A visszatérés” (1846) címmel.
Feleségének, Hortense hercegnőnek 1837. október 5-én bekövetkezett halála után az özvegyen maradt 59 éves Louis Bonaparte feleségül vette a 16 éves Julia-Livia di Strozzi márkinőt. Házasságuk gyermektelen maradt.

## Öröksége
Bonaparte Lajos 1808-ban az ország fővárosát Hágaból Utrechtbe, majd Amszterdamba helyezte át, ahol a városházát tette meg királyi palotának. Ez a döntés 1813 után is érvényben maradt, vagyis Amszterdam formálisan továbbra is Hollandia fővárosa.
Kulturálisan is fontos volt Lajos öröksége. A király támogatta a holland művészeteket és a tudományt. Létrehozta a Királyi Tudományos Intézetet (a későbbi Holland Királyi Tudományos Akadémia) és a Királyi Könyvtárat. Ő kezdeményezte a Rijksmuseum megalapítását is, amely kezdeti időkben a Dam téri palotában kapott helyet. Vallási téren a holland katolikusokat is támogatta, akik saját templomot akartak építeni. Törekedett az ökumenizmus népszerűsítésére: olyan templomépületeket álmodott meg, amelyekben a különböző keresztény egyházak összegyűlnek istentiszteleteire.